# Legalmente Loira 2
Legally Blonde 2: Red, White & Blonde, também conhecido como Legally Blonde 2 (bra/prt: Legalmente Loira 2) é um filme de comédia estadunidense de 2003, dirigido por Charles Herman-Wurmfeld e escrito por Kate Kondell, Eve Ahlert e Dennis Drake.
Esta sequência de Legalmente Loira (2001) é estrelada por Reese Witherspoon, Sally Field, Regina King, Jennifer Coolidge, Bruce McGill, Dana Ivey, Mary Lynn Rajskub, Bob Newhart e Luke Wilson, com Coolidge e Wilson reprisando seus papéis do primeiro filme.
Embora a história se passe em Washington, D. C., o filme foi rodado nos escritórios da Vivint Smart Home Arena (então o Delta Center), no Capitólio do Estado de Utah em Salt Lake City, Utah, e no Capitólio do Estado de Illinois em Springfield, Illinois. As supostas "vistas aéreas" dos edifícios de Washington eram modelos em escala construídos pela produção. Reese Witherspoon estava grávida durante as filmagens do filme e recebeu US$15 milhões para estrelar o filme.
O filme estreou em 2 de julho de 2003, geralmente com críticas negativas dos críticos. No entanto, foi um sucesso de bilheteria: estreou na quarta-feira antes do feriado de 4 de Julho e arrecadou quase US$ 40 milhões até a segunda-feira. No entanto, no final de semana seguinte, o filme só conseguiu vender metade disso, e rapidamente saiu de cartaz. Ganhando cerca de US$90 milhões nos EUA e US$125 milhões em todo o mundo. O filme foi um sucesso para o estúdio Metro-Goldwyn-Mayer, embora muitos esperassem que ele se apresentasse tão bem quanto o último grande filme de Witherspoon, Sweet Home Alabama. Embora o desempenho de Witherspoon foi muito elogiado, o filme em geral recebeu na sua maioria comentários negativos, e entrou no número 21 da Entertainment Weekly em seu top 25 de piores seqüências já feitas (2006). Atualmente, detém 38% no Rotten Tomatoes, o consenso crítico é que "essa loira palhaça é menos divertida que da última vez".

## Sinopse
A história de Elle Woods continua, interpretada pela atriz Reese Witherspoon. Depois de se formar em Harvard, Elle Woods é agora uma jovem advogada que conseguiu seu primeiro emprego em um grande escritório e divide seu tempo entre a carreira e os preparativos para o casamento com Emmett Richmond (Luke Wilson). Ao descobrir que a mãe do seu adorado chihuahua, Bruiser, está sendo usada como cobaia em testes com cosméticos por um dos clientes do escritório, Elle resolve defender os direitos dos animais e é imediatamente despedida. Arrasada, mas sem deixar de ser otimista, ela vai para Washington DC trabalhar com a congressista Victoria Rudd (Sally Field) e resolver as coisas do seu jeito, criando uma lei que proíba os testes com cães e outros animais, libertando assim a mãe do cachorrinho.

## Elenco
- Reese Witherspoon como Elle Woods
- Sally Field como Victoria Rudd
- Regina King como Grace Rossiter
- Jennifer Coolidge como Paulette Bonafonté
- Bruce McGill como Stan Marks
- Dana Ivey como Libby Hauser
- Jessica Cauffiel como Margot Chapman
- Alanna Ubach como Serena McGuire
- Bob Newhart como Sid Post
- Luke Wilson como Emmett Richmond
- Bruce Thomas como funcionário da United Parcel Service
- Mary Lynn Rajskub como Reena Giuliani
- J. Barton como Timothy McGinn
- Sam Pancake como Kevin
- Sarah Shahi (sem créditos) como Becky
- Masi Oka (sem créditos) como estagiário do Congresso

## Trilha sonora
A trilha sonora do filme foi lançada em 1 de julho de 2003 pela Curb Records. "We Can"  foi lançado como single para a trilha sonora da artista estadunidense de música country LeAnn Rimes em 28 de outubro de 2003, pela Curb Records.